# 아살호
아살호(아랍어: بحيرة عسل, 직역: 꿀 호수)는 중서부 지부티에 있는 화구호다. 이곳은 지부티 시로부터 약 120km 떨어져 있는 타주라 만의 서쪽 끝 부분에 위치하고 있으며, 이 만은 북쪽으로 타주라 주, 남동쪽으로 아르타 주, 그리고 남서쪽으로 디킬 주에 둘러싸여 있다. 염호인 아살 오후는 아파 삼각지대의 해수면보다 155m(509피트) 아래에 위치하는데 이는 아프리카에서 육지상 가장 낮은 지점이자 사해와 갈릴리 호에 이어 지구상에서 세 번째로 낮은 지점이다. 높은 증발량과 함께 물의 유출이 없기 때문에 아살호의 염분은 바다보다 10배에 달하는데, 이는 돈 후안 연못(아랍어: Don Juan Pond)과 개탈래 연못(아랍어: Gaet'ale Pond)에 이어 세계에서 세 번째로 높은 수치이다.

## 사진자료

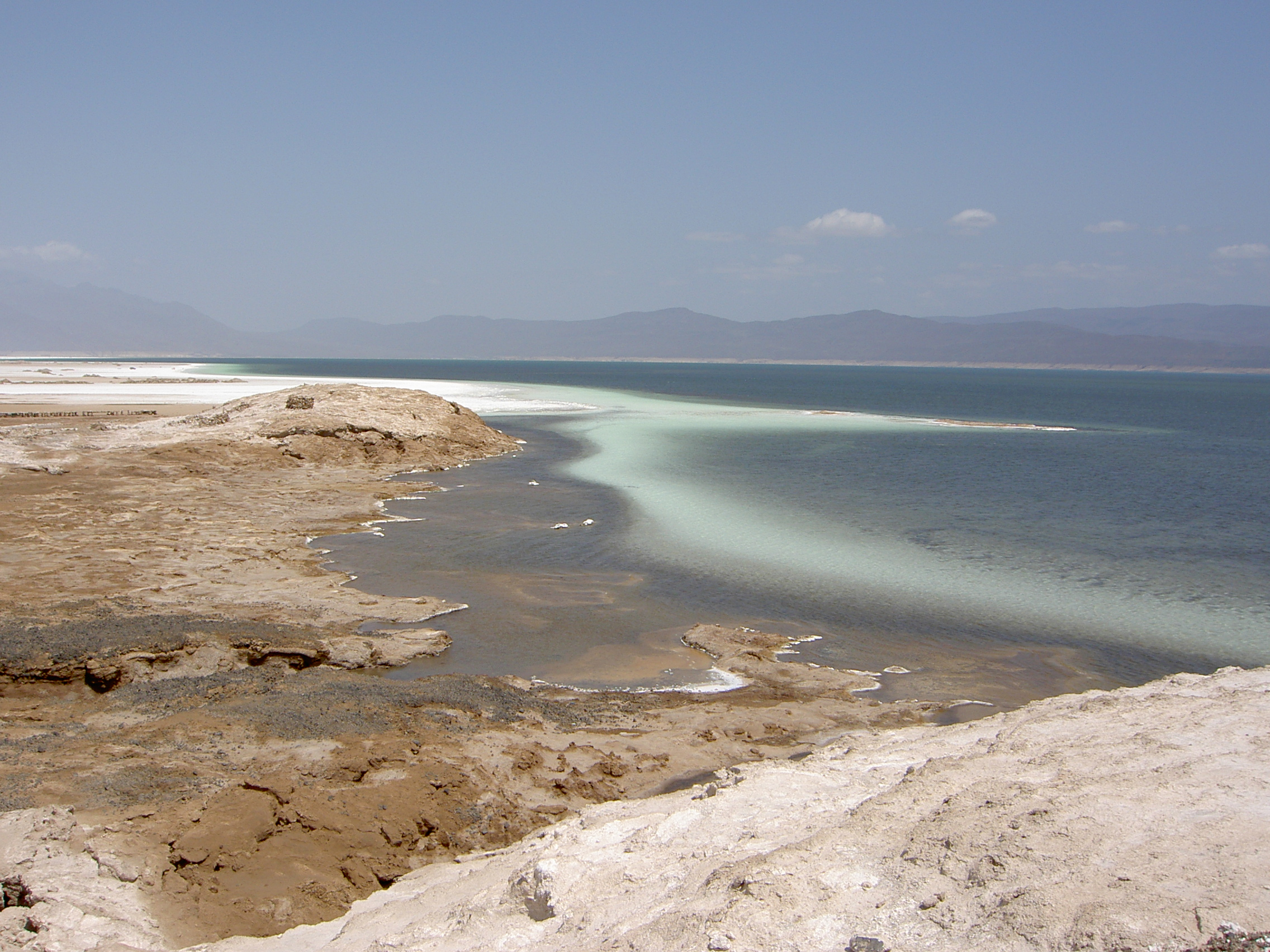
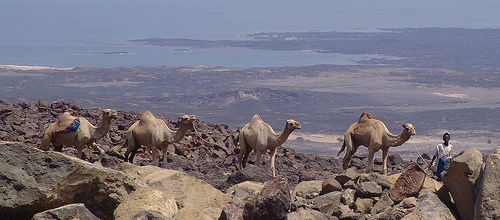
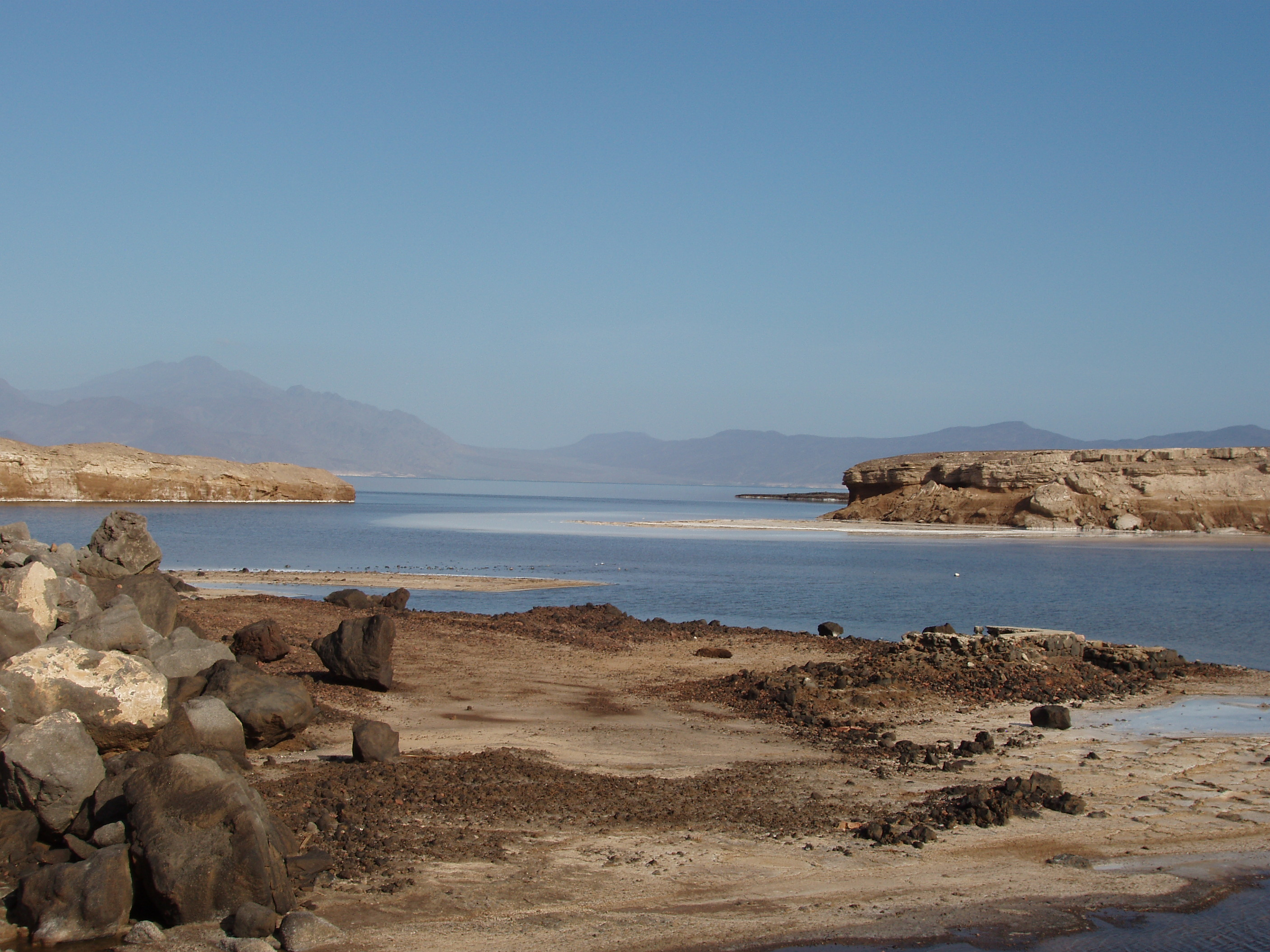
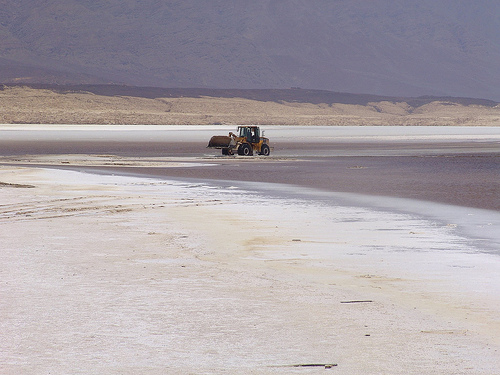
소금 채취